# Агент Картър
„Агент Картър“ (на английски: Agent Carter) е американски сериал, базиран на комиксов супергерой на компанията Марвел Комикс и е част от Киновселената на Марвел.
На 7 май 2015 г. сериалът е подновен за втори сезон, като премиерата на сезона е на 19 януари 2016 г. На 12 май 2016 г. ABC прекратява сериала след втори сезон.

## Резюме
В първия сезон, през 1946 година, мирът не се отразява особено добре на Пеги Картър. Mъжете са се прибрали от войната и я изблъскват от дотогавашните ѝ задължения. Работейки за Стратегическия научен резерв (С.Н.Р.), Пеги трябва да балансира между административната работа и изпълнението на тайни мисии за Хауърд Старк, докато се бори с живота на самотна жена в Америка загубила любовта на живота си.
Във втория сезон, ръководителят Джак Томпсън изпраща агент Картър в Ню йорк, за да разследва труп който блести. Тя получава помощ от иконома на Хауърд Старк - Едвин Джарвис и стария и колега - Даниел Суза. Оказва се, че те не са единствените търсещи истината зад трупа, Физикът Уитни Фрост и руските шпиони също се забъркват в случая.

## Главни герои
- Хейли Атуел – Пеги Картър
- Джеймс Д'Арси – Едвин Джарвис
- Чад Майкъл Мъри – Джак Томпсън
- Енвер Гьокай – Даниел Суза
- Шеа Уигъм – Роджър Дуули

## „Агент Картър“ в България
В България сериалът започва на 12 август 2015 г. по Fox с разписание в сряда и четвъртък от 22:00. На 28 юли 2016 г. започва премиерно втори сезон с разписание всеки четвъртък от 22:00 и приключва на 29 септември. Дублажът е на Андарта Студио. Ролите се озвучават от артистите Мина Костова, Светлана Смолева, Камен Асенов, Росен Русев в първи сезон, Станислав Димитров във втори и Даниел Цочев.